# Tekucea, Babanka
Tekucea (în ucraineană Текуча) este o comună în raionul Babanka, regiunea Cerkasî, Ucraina, formată numai din satul de reședință.

## Demografie
Componența lingvistică a comunei Tekucea
     Ucraineană (99,9%)
     Alte limbi (0,1%)
Conform recensământului din 2001, majoritatea populației comunei Tekucea era vorbitoare de ucraineană (99,9%), existând în minoritate și vorbitori de alte limbi.